# 龍門安良廟
龍門安良廟，昔稱聖真殿、良文港安良廟。臺灣澎湖縣廟宇，位於湖西鄉龍門村西側，當地人習稱西廟，供奉李、伍、黑三府恩主，主祀李府王爺。法師流派為「普庵派」。:311

## 沿革
龍門村自清領時期便有「龍門」、「浪悶」、「良文港」或「文良港」等文獻名稱，位於澎湖本島（大山嶼）東郊，東望即接壤台灣海峽，在康熙年間便有設置汛兵戍守，屬「林投澳」管轄。日治時期以「良文港」為定稱，二戰後又改為「龍門」，沿用迄今。
據稱創建於康熙51年（1712年），草創時僅有簡陋的草屋供奉三尊神明的牌位，分別是李府王爺（安南人）、伍府王爺（安徽人）以及黑府王爺（江西人）。雍正六年（1728年），村中供奉的香爐忽然發爐三日，經村民劉必勝擲筊請示後，發起募資建廟，並於雍正11年（1733年）落成，廟宇定名為「聖真殿」。爾後又有同治八年（1869年），信士劉宰倡議重修。
明治41年（1908年），信眾洪瑞徵（洪明庭）發起重建，更易廟名為「安良廟」，乃取人多善良、老安少懷之意，並於翌年落成，此次改建，安良廟增祀文衡帝君及孚佑帝君。民國42年（1953年）間廟宇再度進行重修。民國58年（1969年），安良廟開辦鸞堂「化善堂」，並開始祭祀慈濟真君，並於民國60年（1971年），正式雕塑金身供奉廟中。
現今廟貌奠定於民國78年（1989年）發起的重建工程，該次工程於民國80年（1991年）主體建築完成、民國82年（1993年）陸續進行內部木雕裝飾；民國84年（1995年），廟宇東側建立一三層樓高的金爐亭，農曆七月廟宇內部裝飾完成，並於同年9月16日申時於廟前豎立72尺高之旗桿，正式宣告落成，總計耗資新台幣五千餘萬元。負責主持工程的為知名大木匠師葉根壯，建築整體採用北方宮殿式的風格構造。

## 軼聞
民國47年（1958年）8月23日，金門砲戰爆發，據龍門村信眾蘇文鈞表示，澎湖縣五鄉一市被徵召調入前線的子弟多有死傷，僅有龍門村參戰子弟全數平安歸來，村中多歸功於安良廟的三王千歲的保佑。

## 圖輯

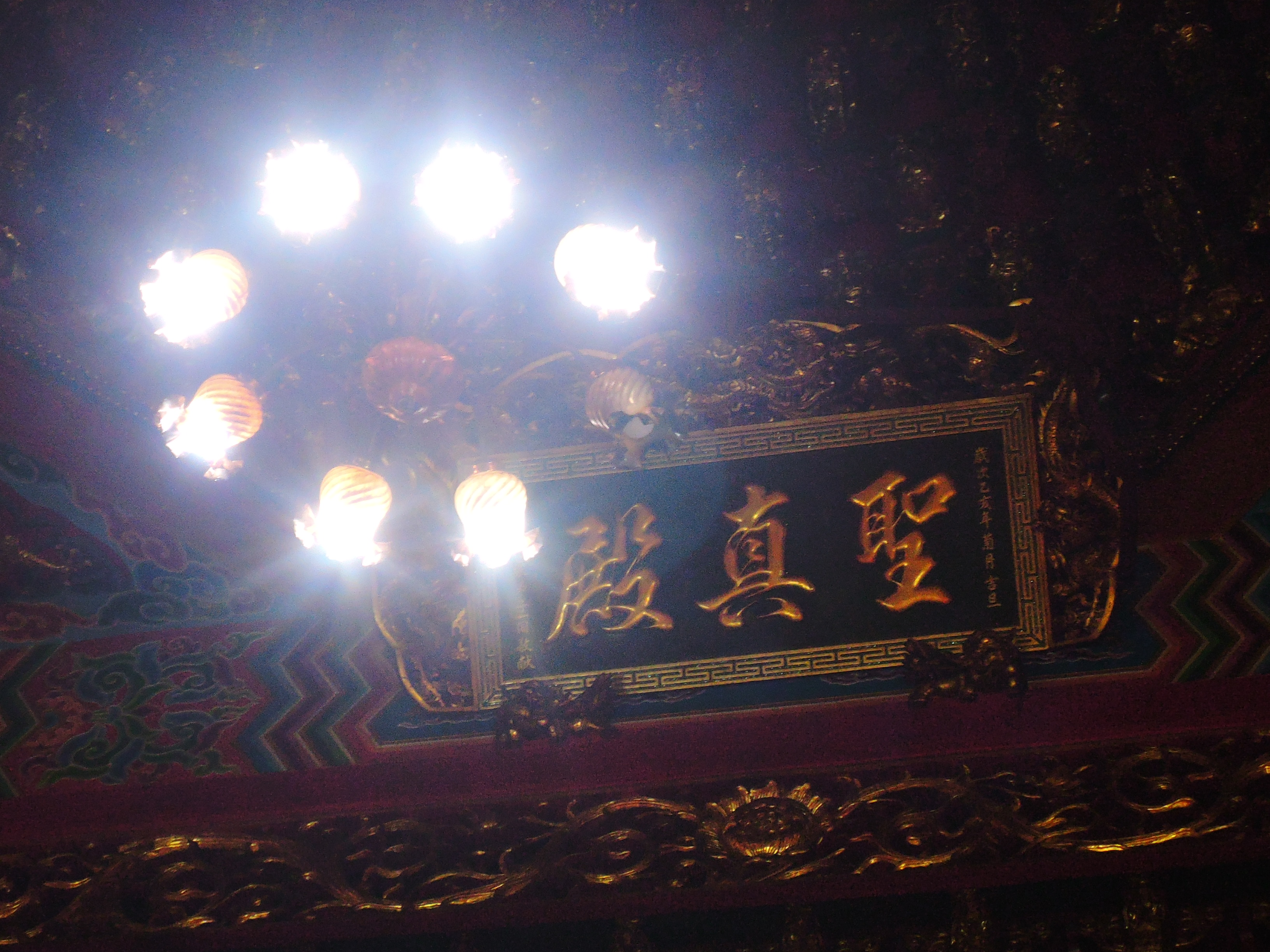
聖旨牌聖真殿
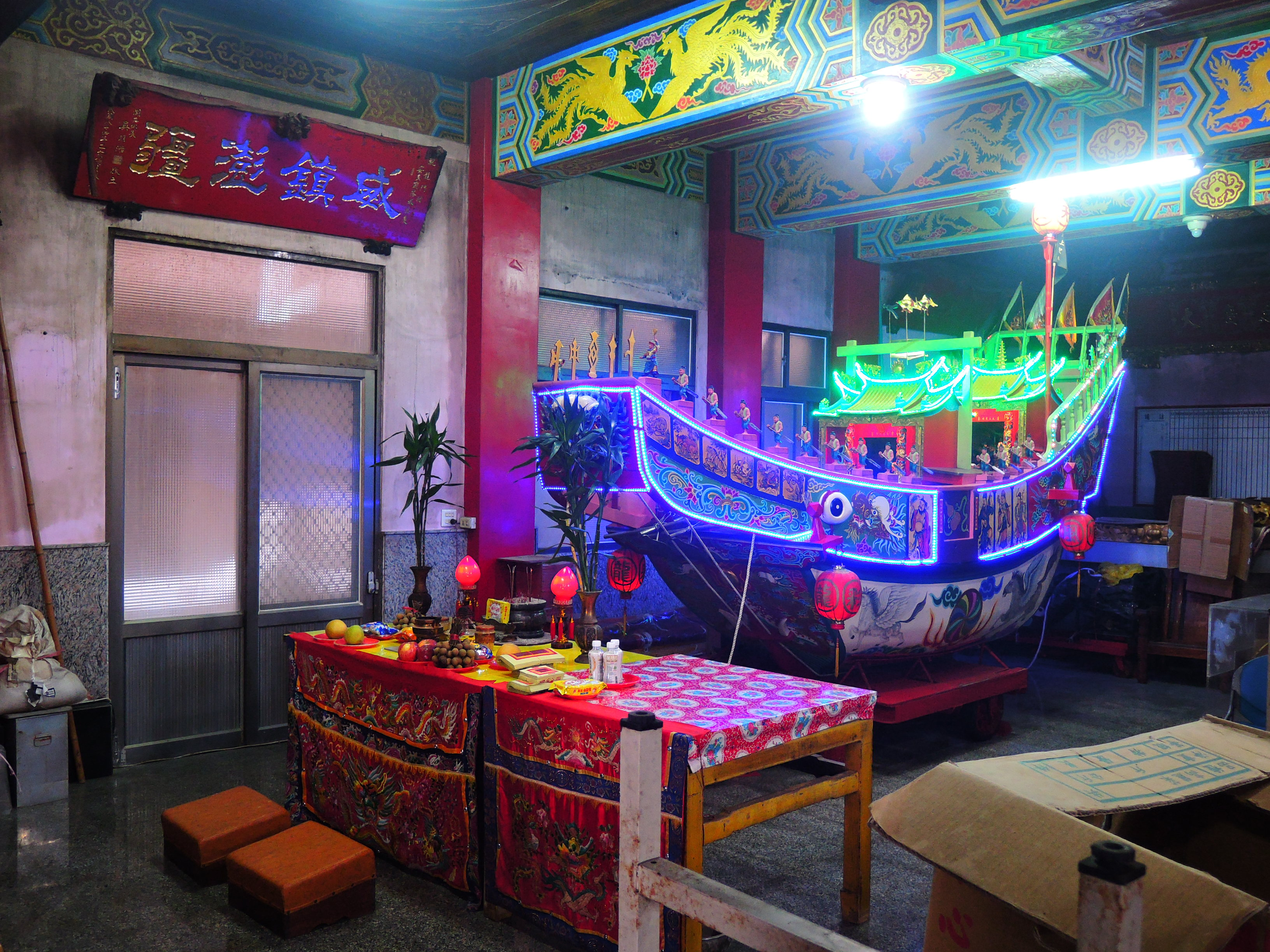
王船
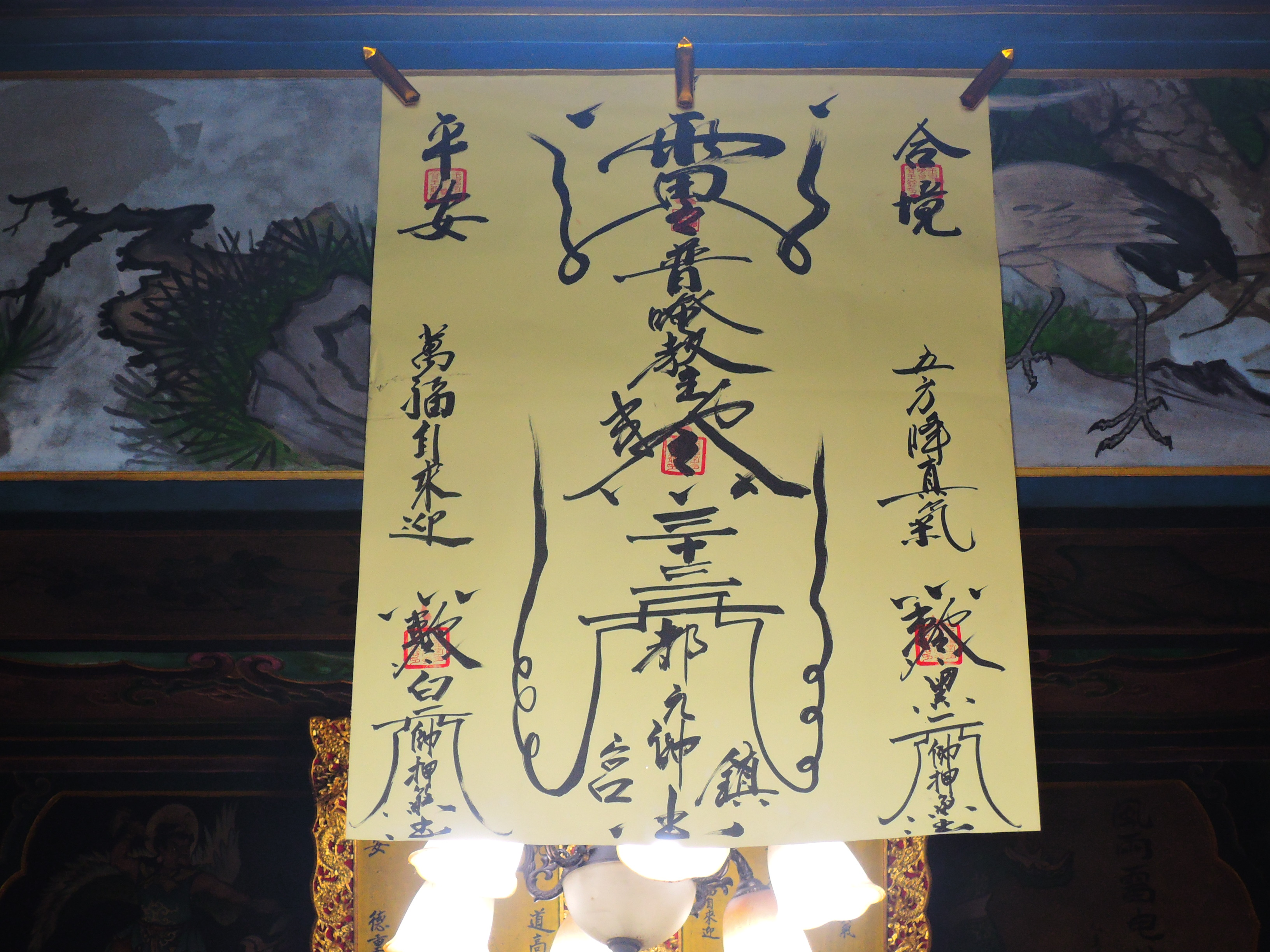
大符雷令
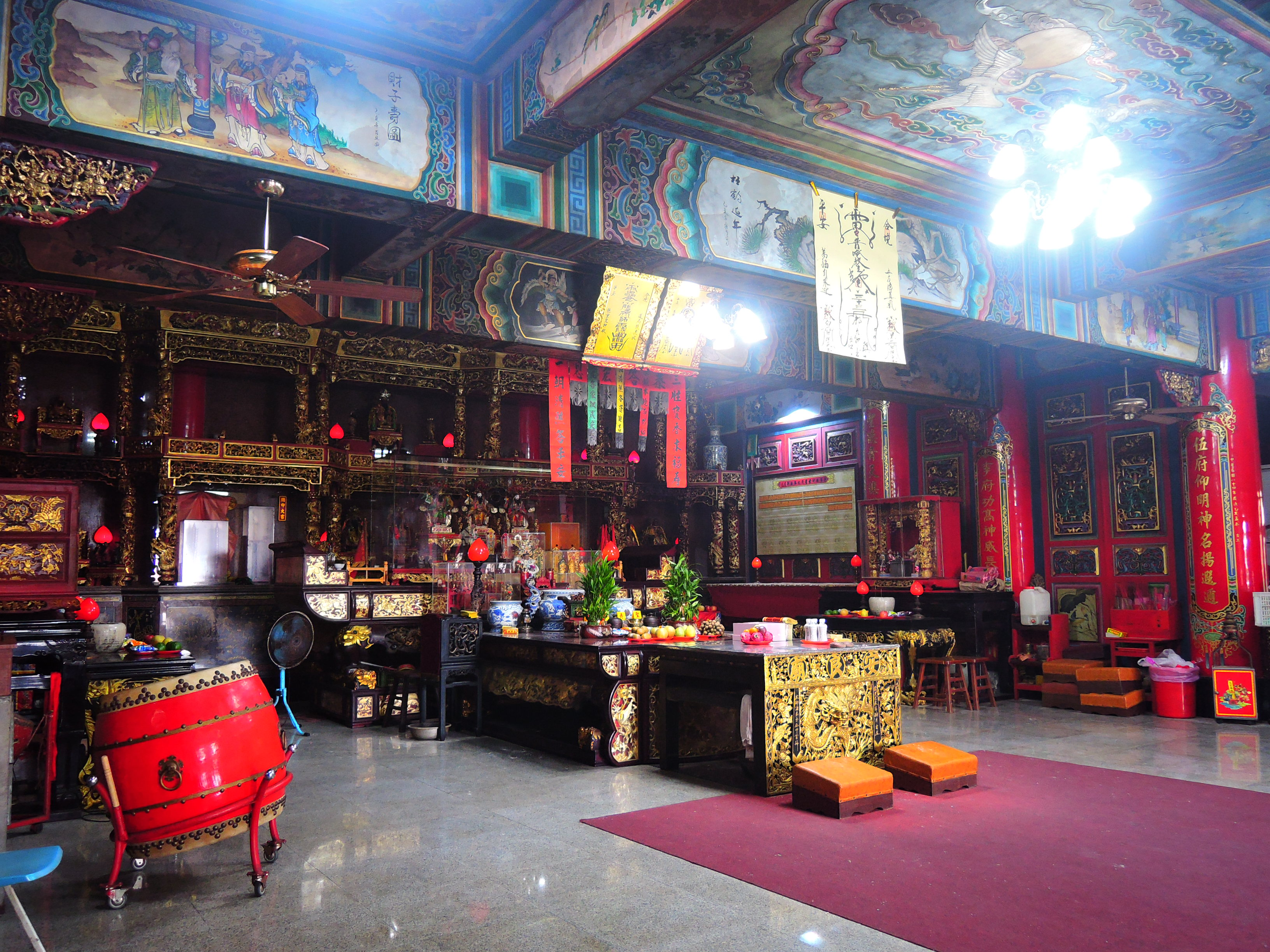
神明廳
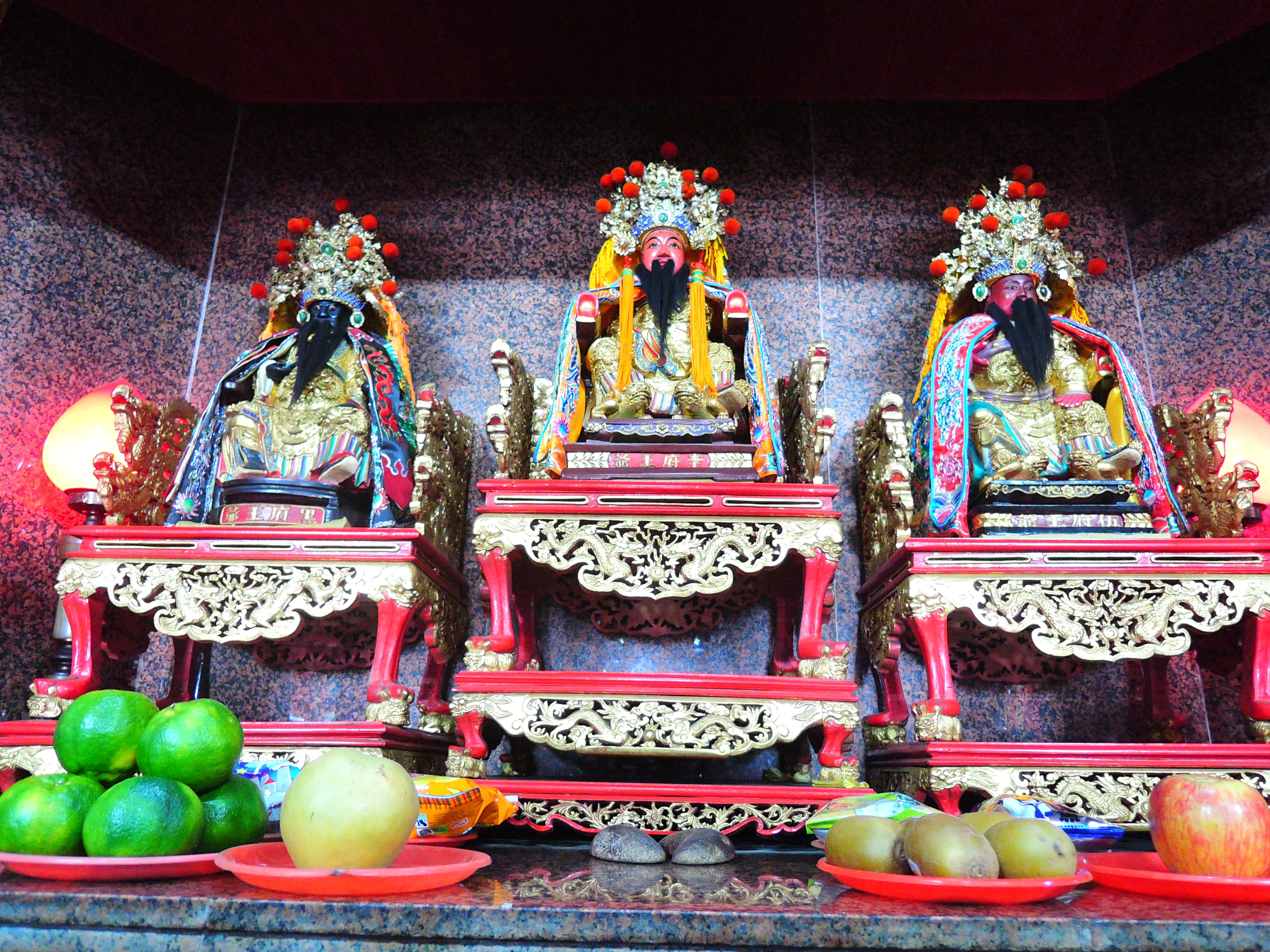
李、伍、黑三府恩主公
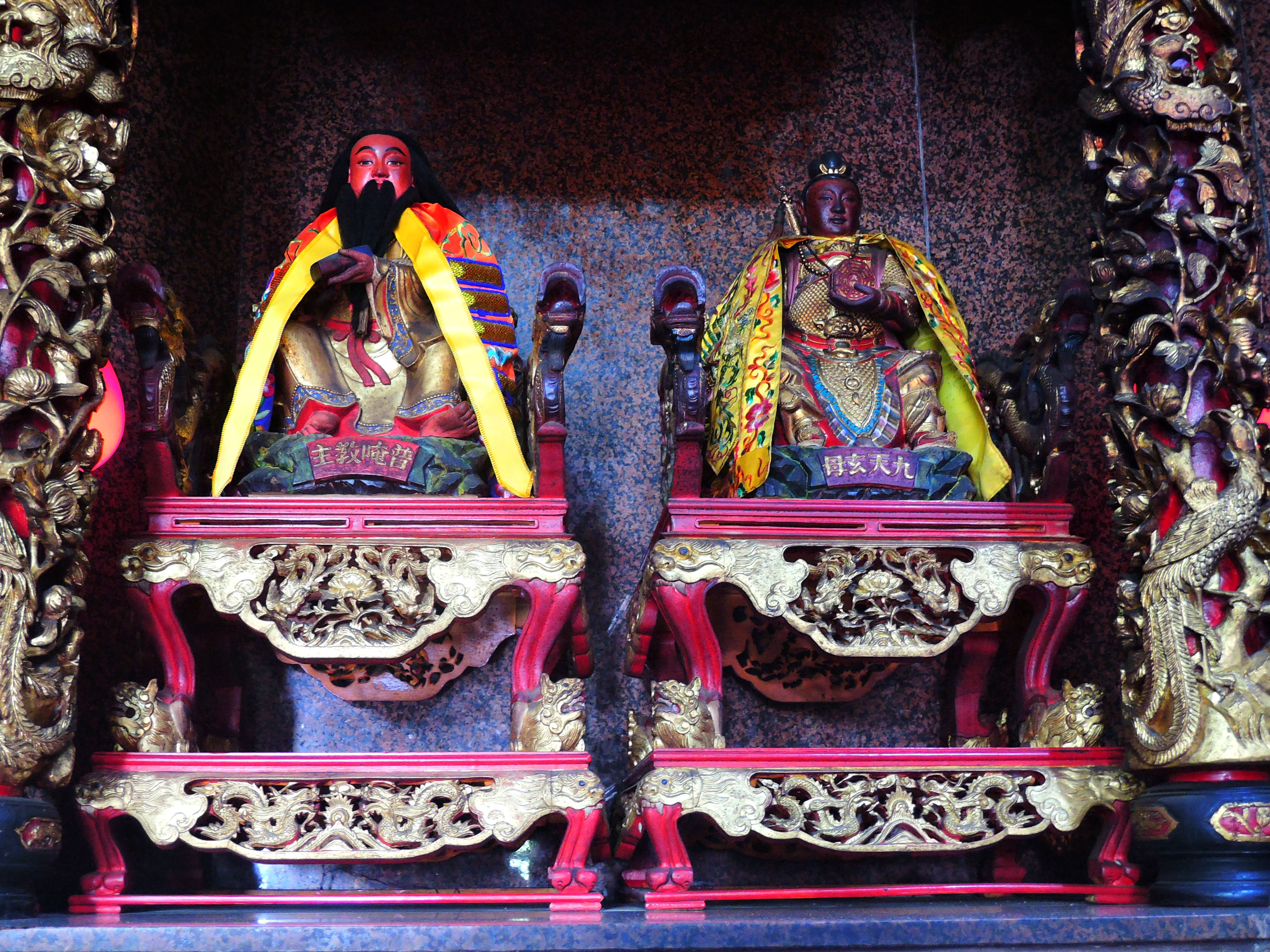
普庵教主、九天玄女